# Гук, Леонид Платонович
Леонид Платонович Гук (22 марта 1925, Красное, Киевская губерния — 15 марта 1945, Славское, Багратионовский городской округ) — командир расчёта 45-мм орудия 449-го стрелкового полка 144-й Виленской стрелковой дивизии 5-й армии 3-го Белорусского фронта, старший сержант — на момент представления к ордену Славы 1-й степени.

## Биография
Родился 22 марта 1925 года в селе Красное Казатинского района (ныне в Винницкой области). Украинец. До Великой Отечественной войны учился в Самгородокской средней школе.
В 1941 году вынужден был остаться на оккупированной территории. За два года трижды скрывался от угона в Германию.
В марте 1944 года, с приходом Красной армии, был призван на военную службу. Боевой путь начал орудийным номером во взводе 45-миллиметровых пушек 449-го стрелкового полка 144-й стрелковой дивизии. Во время наступления в Белоруссии на витебско-оршанском направлении орудие, где рядовой Гук был замковым, продвигалось в боевых порядках пехоты.
28 июня при форсировании реки Березины, когда вышел из строя наводчик, его заменил рядовой Гук. Ведя огонь прямой наводкой, он уничтожил несколько огневых точек противника и в числе первых переправился на западный берег. После разгрома противников под Минском 144-я стрелковая дивизия продолжила наступление на Вильнюс. Вечером 8 июля, тесно взаимодействуя с танкистами, подразделения 449-го стрелкового полка ворвались на товарную станцию, где скопилось 8 эшелонов и более десятка паровозов. Всю ночь шёл бой. При свете пожаров танкисты и артиллеристы в упор стреляли по паровозам, не давая возможности вывести эшелоны со станции. Леонтий Гук, выдвинув своё орудие на прямую наводку, подбил три паровоза и уничтожил более десятка противников. За пять дней боёв за город орудие, где наводчиком был рядовой Гук, подавило огонь миномёта, уничтожило 4 бронетранспортёра, 3 пулемётные точки, не менее десятка автомашин и большое количество противников. Приказом по 144-й стрелковой дивизии от 31 августа 1944 года за мужество и отвагу, проявленные в боях за освобождение Вильнюса, рядовой Гук Леонтий Платонович награждён орденом Славы 3-й степени.
Командовал расчётом 45-мм орудия. Особенно жестокий бой произошёл в приграничном населённом пункте Жвиргждайчяй. Противник, сосредоточив здесь около 30 танков, предпринял сильную контратаку. Расчёт сержанта Гука, выдвинув орудие на прямую наводку, подбил танк и два бронетранспортёра. В те дни в армейской газете писали: «Жаркий бой длился более трёх часов. Проявляя высокое боевое мастерство, стойкость и героизм, старший сержант Леонтий Гук подбил два танка и один бронетранспортёр противника». 17 августа дивизия вышла на реку Шешупе, по которой проходила граница с Восточной Пруссией. 25 октября в бою в районе станции Швергаллен расчёт сержанта Гука при отражении контратаки противника уничтожил бронетранспортёр. Сержант был ранен, но продолжал вести огонь. Вывел из строя 4 пулемета и уничтожил около 10 солдат противника. Был представлен к награждению орденом Славы 2-й степени.
При прорыве обороны противника у населённого пункта Киаулякен 13—15 января орудие старшего сержанта Гука продвигалось в боевых порядках пехоты. Артиллеристы на руках катили свою «сорокапятку» и уничтожали ожившие, ранее не подавленные огневые точки противника. Прямой наводкой они уничтожили 3 пулемётные точки, подожгли танк, чем способствовали продвижению наступающего стрелкового батальона. За эти бои старший сержант Гук был представлен к награждению орденом Славы 1-й степени. Приказом по войскам 5-й армии от 19 января 1945 года за мужество и отвагу, проявленные в боях сержант Гук Леонтий Платонович награждён орденом Славы 2-й степени.
Действуя южнее Кёнигсберга, 144-я стрелковая дивизия отражала многочисленные контратаки противника. 15 марта в бою за город Кройцбург старший сержант Гук погиб, так и не успев получить заслуженной награды. Похоронен в посёлке Славское Багратионовского района Калининградской области.
Указом Президиума Верховного Совета СССР от 19 апреля 1945 года за исключительное мужество, отвагу и бесстрашие, проявленные в боях с вражескими захватчиками, старший сержант Гук Леонтий Платонович награждён орденом Славы 1-й степени. Стал полным кавалером ордена Славы.
Имя Гука Леонтия Платоновича занесено на доску почёта в городе Винница.